# Parlamentswahl in Ungarn 2014
- MSZP: 38
- LMP: 5
- Fidesz: 133
- Jobbik: 23

Die Parlamentswahl in Ungarn 2014 fand am 6. April 2014 statt. Neu besetzt wurde das ungarische Parlament (Országgyűlés).

## Ausgangslage
Bei der Parlamentswahl 2010 hatte die damalige MSZP-geführte Regierung eine schwere Niederlage erlitten. Die oppositionelle Fidesz erreichte zusammen mit der verbündeten KDNP eine Zweidrittelmehrheit. Viktor Orbán wurde Ministerpräsident, was er bereits von 1998 bis 2002 gewesen war. 
| Partei      | Listen- stimmen in % | Sitze |
| ----------- | -------------------- | ----- |
| Fidesz-KDNP | 52,7                 | 263   |
| MSZP        | 19,3                 | 59    |
| Jobbik      | 16,7                 | 47    |
| LMP         | 7,5                  | 16    |
| MDF         | 2,7                  |       |
| Sonstige    | 1,1                  | 1     |

Seit 2010 gab es Veränderungen im Parteiengefüge hauptsächlich auf linker Seite. Die beiden ehemaligen Ministerpräsidenten Ferenc Gyurcsány und Gordon Bajnai verließen die MSZP und wurden Vorsitzende eigener Parteien, Demokratische Koalition/DK (Gyurcsány) und Együtt („Gemeinsam“, Bajnai). Von der LMP spaltete sich die Partei „Dialog für Ungarn“ (ungarische Abkürzung: PM) ab, die sich mit Együtt 2014 verbündete. Am 14. Januar 2014 einigten sich MSZP, Együtt 2014, DK und die Liberale Partei (MLP) des ehemaligen SZDSZ-Politikers Gábor Fodor auf ein Wahlbündnis, das den Namen Összefogás trägt und von der MSZP dominiert wird, deren Vorsitzender Attila Mesterházy gemeinsamer Spitzenkandidat wurde. Von den 106 gemeinsamen Wahlkreiskandidaten stellte die MSZP 71, Együtt-PM 22, die DK 13. Von den ersten 60 Listenplätzen erhielt die MSZP 42, Együtt-PM 9, die DK 6 und die MLP 3.

## Wahlrecht
Das Wahlsystem, an dem bis dahin seit 1990 wenig geändert wurde, wurde 2011 grundlegend reformiert. Die wichtigsten Änderungen sind:
- Die Parlamentsgröße wird fast halbiert von 386 auf 199 Sitze.
- In den Wahlkreisen, deren Zahl von 176 auf 106 reduziert wurde, reicht schon im 1. Wahlgang die relative Mehrheit zum Sieg. Der Anteil der direkt gewählten Abgeordneten steigt von 45,6 % auf 53,3 %, womit das Mehrheitswahlelement verstärkt wird.
- Auch die Stimmen im Wahlkreis siegreicher Bewerber werden teilweise bei der Verteilung der Sitze auf die nationalen Listen berücksichtigt.
- Es gibt keine regionalen Parteilisten mehr.
- Auslandsungarn, die sich registrieren lassen, erhalten das Wahlrecht.
- Wähler können sich als Angehöriger einer Minderheit registrieren lassen und dann eine Minderheitenliste wählen, die bei der Zuteilung des ersten Sitzes begünstigt wird.

Die umstrittene Einführung einer Bestimmung, nach der nur Bürger wählen dürfen, die sich für die Wahl registrieren lassen, wurde vom Verfassungsgericht gestoppt.
Die in Ungarn lebenden Wähler haben zwei Stimmen, eine Listenstimme und eine Stimme zur Wahl eines Direktkandidaten im Wahlkreis. Auslandsungarn haben nur eine Listenstimme. Wer als Minderheitenwähler registriert ist, kann seine Listenstimme nur einer Minderheitenliste geben. Die übrigen Wähler können mit ihrer Listenstimme nur eine Parteiliste wählen.
Die Legislaturperiode dauert vier Jahre (→ Verfassung Ungarns#Parlament und Gesetzgebungsverfahren).

### Sitzverteilung im Wahlkreis
In jedem der 106 Wahlkreise ist der Bewerber mit den meisten Stimmen gewählt. Im Gegensatz zum bisherigen Wahlrecht gibt es keine Stichwahlen mehr. Im Wahlkreis antreten dürfen Parteibewerber und Parteilose, die für eine Kandidatur jeweils 500 Unterstützungsunterschriften von Wahlberechtigten des Wahlkreises benötigen. Nach altem Wahlrecht waren 750 Unterschriften erforderlich. Mehrere Parteien können einen gemeinsamen Bewerber aufstellen.
Die Zahl der Wahlberechtigten im Wahlkreis darf um höchstens 20 % vom Durchschnitt abweichen. Bei früheren Wahlen gab es Wahlkreise mit deutlich größerer Abweichung. Dennoch wurde die neue Wahlkreiseinteilung teilweise als parteiisch kritisiert.

### Sitzverteilung nach Listen
93 Sitze werden über nationale Listen verteilt. Listen können eingereicht werden von Parteien und von nationalen Minderheiten. Eine Partei kann eine Liste nur einreichen, wenn sie in mindestens einem Viertel aller Wahlkreise Kandidaten aufgestellt hat und sich diese Wahlkreise auf mindestens 9 Komitate oder Budapest (das zu keinem Komitat gehört) verteilen. Mehrere Parteien können eine gemeinsame Liste einreichen.
Parteien müssen mindestens 5 % aller Listenstimmen erhalten, um an der Sitzverteilung teilzunehmen. Handelt es sich um eine gemeinsame Liste zweier Parteien, beträgt die Sperrklausel 10 %, bei einer gemeinsamen Liste von drei oder mehr Parteien 15 %. Minderheitenlisten erhalten vorab einen Sitz zugeteilt, wenn sie die sog. „Präferenzquote“ erreichen. Diese beträgt 1/93 der Zahl aller Listenstimmen geteilt durch vier (also 1/372 oder ca. 0,27 %). Minderheitenlisten nehmen an der weiteren Sitzverteilung nur teil, wenn sie mindestens 5 % aller Listenstimmen erreichen.
Die 93 Listensitze, abzüglich der eventuell bereits vorab an Minderheitenlisten vergebenen Sitze, werden aufgrund folgender Stimmenzahlen verteilt:
- Bei einer Partei oder einer Liste mehrerer Parteien werden alle Listenstimmen berücksichtigt, wozu die Stimmen der im Wahlkreis nicht gewählten Bewerber derselben Partei(en) addiert werden. Ist ein Bewerber der Partei(en) im Wahlkreis gewählt worden, wird sein Stimmenvorsprung vor dem Zweitplatzierten, vermindert um eins, zu den Listenstimmen addiert.
- Bei Minderheitenlisten werden alle Listenstimmen berücksichtigt, abzüglich der zur Erreichung der Präferenzquote erforderlichen Stimmenzahl.

Auf Grund dieser zu berücksichtigenden Stimmen werden die Sitze nach dem D’Hondt-Verfahren verteilt.

## Kandidaturen
Insgesamt wurden 18 Parteilisten und 1554 Bewerber in den Wahlkreisen (darunter 39 Parteilose) zugelassen. Vier Parteien bzw. Parteienbündnisse haben in allen 106 Wahlkreisen Bewerber aufgestellt:
- Fidesz-KDNP
- MSZP-DK-Együtt-PM-MLP („Összefogás“, was Zusammenschluss bedeutet)
- Jobbik
- LMP

Keine der weiteren Parteien war im Parlament vertreten oder hatte ernsthafte Chancen auf Mandate. Ein Regierungswechsel war laut Umfragen unwahrscheinlich. Dreizehn Minderheitenlisten wurden zugelassen.

## Ergebnisse
Die FIDESZ-KDNP erreicht 133 Sitze (davon 96 Direktmandate) und damit genau die Mandatszahl, die für Verfassungsänderungen notwendig ist (Zweidrittelmehrheit, die aber aufgrund einer Nachwahl in Veszprém im Februar 2015 verloren ging). Das Bündnis aus MSZP und vier weiteren Parteien konnte 10 Direktmandate gewinnen, davon 8 in der Hauptstadt. Insgesamt erreichen die fünf Parteien 38 Mandate (MSZP: 29, DK: 4, Együtt: 3, PM: 1, MLP: 1). Jobbik kommt auf 23 Mandate. Die übrigen 5 Sitze gehen an die LMP. Alle übrigen Parteien bekommen weit weniger als 1 %. Auch die Minderheiten haben keine Sitze errungen, werden aber Vertreter ohne Stimmrecht entsenden. Die Wahlbeteiligung beträgt knapp 62 %.

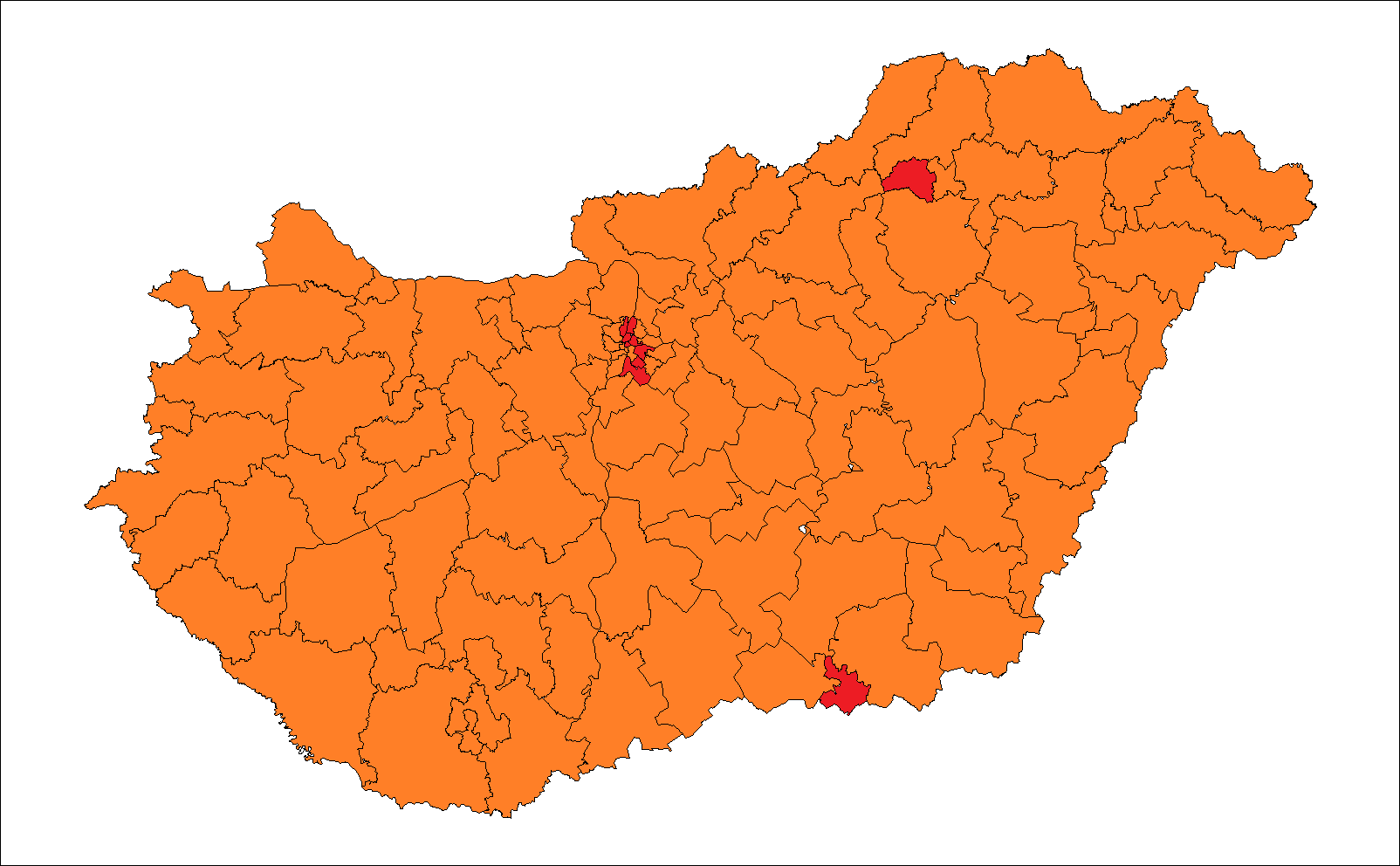
Wahlkreismehrheiten (Wahlkreisgewinner) nach Parteien:

|                               | Wahlkreisstimmen | Wahlkreisstimmen  | Wahlkreisstimmen | Listenstimmen | Listenstimmen | Listenstimmen | Sitze Total |
| Stimmen                       | %                | Direkt- man- date | Stimmen          | %             | Sitze         |               | Sitze Total |
| ----------------------------- | ---------------- | ----------------- | ---------------- | ------------- | ------------- | ------------- | ----------- |
| Wahlberechtigte               | 8.047.769        |                   |                  | 8.241.488     |               |               |             |
| Abgegebene Stimmen            | 4.963.336        | 61,67             |                  | 5.093.536     | 61,80         |               |             |
| Gültige Stimmen               | 4.908.608        | 98,90             |                  | 5.047.363     | 99,09         |               |             |
|                               |                  |                   |                  |               |               |               |             |
| Fidesz-KDNP                   | 2.165.342        | 44,11             | 96               | 2.264.780     | 44,87         | 37            | 133         |
| MSZP-DK-Együtt-PM-MLP         | 1.317.879        | 26,85             | 10               | 1.290.806     | 25,57         | 28            | 38          |
| Jobbik                        | 1.000.637        | 20,39             |                  | 1.020.476     | 20,22         | 23            | 23          |
| LMP                           | 244.191          | 4,97              |                  | 269.414       | 5,34          | 5             | 5           |
| Munkáspárt                    | 12.712           | 0,26              |                  | 28.323        | 0,56          |               |             |
| Übrige Parteien (alle <0,5 %) | 154.997          | 3,16              |                  | 154.021       | 3,05          |               |             |
| Minderheitenlisten            | —                |                   |                  | 19.543        | 0,39          |               |             |
| Parteilose                    | 12.850           | 0,26              |                  | —             |               |               |             |
| Total                         | 4.908.608        | 100               | 106              | 5.047.363     | 100           | 93            | 199         |

Die Zahl der Wahlberechtigten und Stimmen ist bei der Listenwahl größer, da Auslandsungarn nur eine Listenstimme haben. Die rund 128.000 Briefwahlstimmen der Auslandsungarn (überwiegend aus Rumänien) gehen zu 95,5 % an Fidesz-KDNP.